# ميلز ماندر
ميلز ماندر (بالإنجليزية: Miles Mander)‏ هو منتج أفلام وفلاح وكاتب مسرحي وكاتب سيناريو ومخرج وممثل بريطاني، ولد في 14 مايو 1888 بولفرهامبتن في المملكة المتحدة، وتوفي في 8 فبراير 1946 بهوليوود في الولايات المتحدة بسبب نوبة قلبية.

## أعمال

### أفلام
- (1933) الولاءات
- (1933) حياة هنري الثامن الخاصة
- (1939) مرتفعات ويذرنج
- (1941) السيدة هاملتون
- (1941) إلتقيا في بومبي
- (1942) سأجدك في مكان ما
- (1943) شبح الأوبرا
- (1943) مدام كوري
- (1944) المخلب القرمزي
- (1944) لؤلؤة الموت

## وصلات خارجية
- ميلز ماندر على موقع IMDb (الإنجليزية)
- ميلز ماندر على موقع ألو سيني (الفرنسية)
- ميلز ماندر على موقع أول موفي (الإنجليزية)
- ميلز ماندر على موقع قاعدة بيانات الأفلام السويدية (السويدية)
- ميلز ماندر على موقع قاعدة بيانات الفيلم (الإنجليزية)
- ميلز ماندر على موقع كينوبويسك (الروسية)